# Мігель Самудіо
Мігель Самудіо (ісп. Miguel Samudio, нар. 24 серпня 1986, Кап'ята) — парагвайський футболіст, захисник клубу «Америка».
Виступав, зокрема, за клуби «Лібертад» та «Крузейру», а також національну збірну Парагваю.

## Клубна кар'єра
У дорослому футболі дебютував 2007 року виступами за команду клубу «Соль де Америка», в якій того року взяв участь у 27 матчах чемпіонату.
Своєю грою за цю команду привернув увагу представників тренерського штабу клубу «Лібертад», до складу якого приєднався 2008 року. Відіграв за команду з Асунсьйона наступні шість сезонів своєї ігрової кар'єри.
2014 року перебував орендований клубом «Крузейру», у складі якого провів дев'ять матчів у національному чемпіонаті.
До складу клубу «Америка» приєднався 2015 року. Відтоді встиг відіграти за команду з Мехіко 42 матчі в першості Мексики.

## Виступи за збірну
2009 року дебютував в офіційних матчах у складі національної збірної Парагваю. Наразі провів у формі головної команди країни 36 матчів, забивши 1 гол.
У складі збірної був учасником Кубка Америки 2015 року у Чилі, Кубка Америки 2016 року в США.

## Титули і досягнення

### Клубні
- «Лібертад»

Чемпіон Парагваю (4): 2008, 2010 К, 2012 К, 2022 А
- «Крузейру»

Чемпіон Мінейро (1): 2014
Чемпіон Бразилії (1): 2014
- «Америка»

Чемпіон Мексики (1): 2014/15
Переможець Ліги чемпіонів КОНКАКАФ (2): 2014/15, 2015/16
Переможець Кубка Мексики (1): 2016/17
Переможець Суперкубка Мексики (1): 2017
- «Олімпія»

Чемпіон Парагваю (2): 2019 А, 2019 К
- «Ліверпуль»

Чемпіон Уругваю (1): 2023
Володар Суперкубка Уругваю (2): 2023, 2024